# PRIMERGY 6000
PRIMERGY 6000（プライマジー6000）は、富士通がかつて販売していたオフコンの名称。CPUにインテルのPentiumシリーズを採用。2000年5月に発表され、2018年3月末で販売が終了した。販売パートナーの内田洋行が使っていた商品名はUSAC NetGLOBE9000III。

## 概要
FACOM Kシリーズ（K-200シリーズ,K-600シリーズ,FUJITSU K-6000シリーズ）、GRANPOWER 6000（GP6000シリーズ）の後継となるオフコン。上位互換性が高いので、FACOM Kシリーズからのユーザーが永い間蓄積してきた経営資産を、オープンシステム等で再構築（レガシーマイグレーション）するよりは容易に継承することが可能。GP6000シリーズ以降はインテルCPUを採用するなど、低コスト化を図っている。また、オープンシステムとの親和性もあり、Javaなどオープン系ソフトウェアの動作、企業間の電子データ交換（eコマース）や携帯機器にも対応したWebコンピューティング機能、電子帳票のメール自動配信機能など、現在の業務システムに求められるソリューションも提供されている。なお、オープンシステム（特にWindowsサーバ）と異なり、ウイルス感染などのセキュリティ上のリスクは非常に低い。
OSとして ASP （FACOM Kシリーズの中盤までは CSP）が動作し、主要言語は COBOL G （SQLに対応した富士通のCOBOL互換言語）。なお、COBOL GとJavaのプログラム間でデータ連携もできる。
Oracle等の他のRDBMSとの連携を図るため、PRIMERGY 6000はRDBMSとしての側面も持っている。Symfoware6000と呼ばれるPRIMERGY 6000のOSの中核部分に統合されているRDBMSを利用することができた。IBM iにおけるDB2 for IBM iと同様の関係である。Symfoware6000は、かつてのFX-RDB、RDB/6000の後継機能にあたる。尚、Symfoware Serverとは、コマンド体系など共通面も多い。但しPRIMERGY 6000には「1フィールドに全角文字と半角文字が混在できない」「文字コードに富士通独自の JEF を採用している」などの仕様があるため、他のRDBMSとの親和性が高いとは言い難い。
システム管理者のコンソールにはFMGシリーズ、利用者はFMGシリーズ、Kシリーズ端末エミュレータ（Windows上で動作する端末エミュレータ）、Webjet（ウェブブラウザ上で動作する端末エミュレータ）、MeFt/Web Pro（Webアプリケーションフレームワーク）などを用いる。
なお、富士通のIAサーバの冠ブランドであるPRIMERGYを掲げているが、PRIMERGY 6000とPRIMERGY（富士通のPCサーバ）の間には、動作互換性はない。
2014年4月から富士通のデータセンター上でオフコン用OSであるASPでの動作環境をエミュレーションするIaaS型のクラウドサービス「FUJITSU Cloudオフコンサービス」(現在の「Cloud Service for オフコン」)を開始した。
2018年3月、PRIMERGY 6000シリーズが販売終了。以降、富士通からは上記のクラウドサービスを後継サービスとして案内している。
2023年3月、PRIMERGY 6000シリーズの最終モデルであるPRIMERGY 6380B/6580B/6780B/6980Bの富士通によるメーカー保守が終了した。
2024年4月、PRIMERGY 6000シリーズの後継となる「Cloud Service for オフコン」のサービス提供元が、富士通からエフサステクノロジーズに移管された。

## 課題

### MOデータの移行
富士通のオフコンは、2007年3月に販売終了したPRIMERGY 6000/50まで、長らくMOが標準で本体に内蔵搭載されてきたが、2006年11月に販売開始したPRIMERGY 6000/60からはDVD-RAMドライブが標準で本体に内蔵搭載された代わりに、MOドライブは本体に内蔵搭載されなくなった。富士通は同時期にMOドライブの製造を打切り、さらに2012年3月にMOドライブのサポートも打切っている。また、PC用の富士通製MOドライブは、Windows 7以降の動作サポートをしていない。
かつて、PRIMERGY 6000では、MOへデータを保存する運用が一般的であったため、大量のMOデータを抱えるユーザーも少なくない。現在、MOへ保存したデータを参照するには、富士通製MOドライブとWindows Vista以前の古いPCを中古市場などで調達して移行作業する等の、不便な運用を余儀なくされている。

### IBM形式フロッピーディスクデータの移行
現在、富士通のオフコンのフロッピーディスクは、DOS形式が採用されているが、かつてのFACOM Kシリーズでは、メインフレームとの互換性のため、IBM形式が採用されていた。
かつてのFACOM Kシリーズで保存したIBM形式フロッピーディスク上のデータは、そのままでは、PRIMERGY 6000では読取不可能である。なお、PCにて「F*TRAN」（富士通製のフロッピーデータ変換ソフトウェア）等を用いてDOS形式に変換すれば、PRIMERGY 6000で読取することは可能である。

### 2005年に発生した一斉フリーズ
2005年9月5日の午後3時に、OS「ASP」のV15かV16を搭載した PRIMERGY 6000（GRANPOWER 6000）が一斉にフリーズする事態が発生した。翌日以降も午後3時になると毎日フリーズする、基幹系システムとしては前代未聞の深刻な不具合であった。PRIMERGY 6000 は、かつてよりユーザー側で修正パッチをダウンロードし適用する方法をとらず、PRIMERGY 6000 についての知識を持つSEかCEが修正パッチを適用する方法をとっていたため、緊急時に一斉に対応することが難しく、結果的に障害発生より丸一日経過しても復旧できなかったユーザーも多数存在した。なお、この障害とは別の修正パッチを適用していたサーバにはこの障害は発生しなかった。かつて、オフコンはユーザーインターフェースが扱いにくいなどの欠点がある反面、PCサーバやUNIXサーバなどのオープンシステムとは比較にならない程、堅牢性と信頼性が高い利点がある、と言われていた。しかしこの不具合の発生により、オフコン全般に対する評価が大きく揺らぐことになった。